# Antonio Amorós y Botella
Antonio Amorós y Botella (Alicante, 1849 - Madrid, 1925) fue un pintor y profesor español.

## Biografía

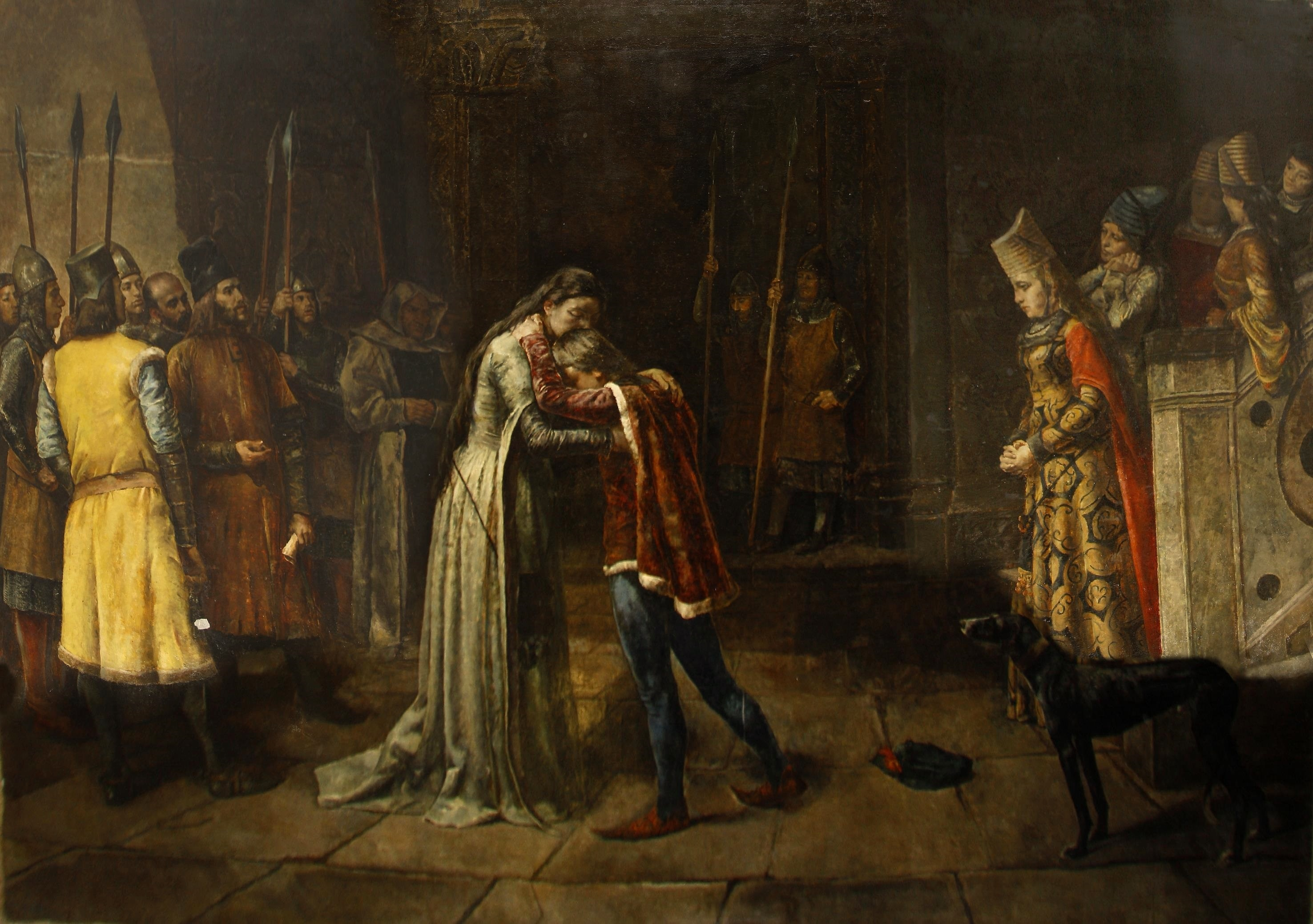
La última despedida (1887), óleo sobre lienzo, 290 x 412 cm (Museo del Prado)

Nació en 1849. Pintor natural de Alicante, fue discípulo de Enrique Jiménez y de la Escuela Superior de Madrid. En la Exposición Nacional de 1876 presentó los cuadros Lavanderas en el Pisuerga, Interior de una casa de comidas, Estudio de una cabeza de hombre, Un viejo, Una vieja y Cabeza del natural. En la de 1878 expuso La satisfacción de los abuelos, Molino del puente junto a Robledo de Chavela, Gitanos en el patio de una posada, Los burros de baja esfera, Jugadores de naipes, Una calle en Ollopinares, Soldados jugando a los naipes y Un estudio de marina. En la Exposición de 1881 presentó Lavandera de la campiña romana y Una escena familiar. Amorós, que siguió sus estudios en Madrid pensionado por la Diputación de Alicante, residía hacia mediados de la década de 1880 en Roma, mostrando notables adelantos en sus trabajos de entonces. Habría fallecido en 1925.
Entre sus exposiciones individuales destacan la del Ateneo de Alicante de 1894 y la retrospectiva que de su obra se celebró en 1924 en su ciudad natal.